# Симфонія (Беріо)
Симфонія для 8 оброблених голосів з оркестром Лучано Беріо написана 1968 року. Складається з 5 частин, з яких друга має назву «O, King», а третя — «In ruhig fliessender Bewegung».
В першій частині використовуються франкомовні тексти з «Le Cru et le Cuit» Клода Леві-Строса. В другій частині звучить багаторазово повторювана фраза «O Martin Luther King», присвячена Мартіну Лютеру Кінгу, лідеру руху за громадянські права 1960-х років, який загинув у 1968 році. Третя частина використовує англомовні тексти з різних джерел, зокрема роману «The Unnamable» Семюела Беккета. Останні дві частини — інструментальні з одиничними включеннями вокалу.
В музичному відношенні симфонія Беріо примітна використанням великої кількості цитат з творів композиторів XIX-першої половини XX століття. Найбільша їх кількість зосереджена в третій частині твору, яка є драматургічним центром твору. В основі цієї частини — дещо видозмінені фрагменти скерцо 2-ї симфонії Малера, крім цього звучать уривки із творів «Море» К. Дебюссі, «Вальс» М. Равеля, «Весна священна» І. Стравінського, а цитати з творів А. Шенберга, А. Веберна, Й. Брамса, А. Пуссера, П. Гіндеміта і багато інших.
Завдяки наявності великій кількості цитат («інтертекстуальність»), а також поєднанню різних за стилем і жанров текстів, цей твір вважається одним найяскравіших прикладів раннього постмодернізму. Сам автор цілком свідомо прагнув стильової еклектичності і світоглядного плюралізму Симфонії, про що свідчить його власний коментар:
|  | «Не менш складний також музичний симбіоз Симфонії, особливо у третій частині, центральній з драматургічного погляду. В її основі – скерцо із симфонії №2 Малера. Я зберіг навіть оригінальне позначення темпу і характеру твору… Малерівський тематизм то виходить на перший план, то поступається іншим стилістичним пластам: фрагментам із симфонічної поеми «Море» Дебюссі і Пасторальної симфонії Бетховена, «Вальсу» Равеля і «Весни Священної» Стравінського, нарешті, з фіналу Третьої симфонії того ж Малера. Я б уподібнив тематичний процес цієї частини з її поступовими інтонаційно-стилістичними переходами, які не виділяються «музичними лапками», річкам, які то зникають з поля зору, то знову «виринають» на поверхню, часто уже з іншими назвами». Таким чином еклектизм і світоглядний плюралізм є свідомою позицією автора. |